# ممرضة الصحة العقلية
يشير مصطلح ممرضة الصحة العقلية (اختصارًا MHN) إلى ممرضة نفسية في المملكة المتحدة، متخصصة في رعاية المرضى الذين يعانون من مشاكل الصحة العقلية.

## الخلفية
تشكل ممرضات الصحة العقلية حوالي %12 من إجمالي القوى العاملة في التمريض في هيئة الخدمات الصحية الوطنية من أجل التأهل لشهادة ممرضة الصحة العقلية في المملكة المتحدة يلزم الحصول على درجة أو دبلوم تمريض معتمد من مجلس التمريض والقبالة (NMC). يجب تجديد التسجيل كل ثلاث سنوات والتي يجب أن تكون قد اكتملت فيها 450 ساعة من الممارسة المسجلة و35 ساعة من الدراسة في السنوات الثلاث. بلغ العدد الإجمالي لممرضات الصحة العقلية المسجلين في المملكة المتحدة 48130 في عام 2010، ومع ذلك فإنه منذ ذلك الحين كان هناك انخفاض طفيف، حيث تم تحويل بعض الممرضات إلى مقدمي خدمات طوعية ومستقلين. تعمل ممرضات الصحة العقلية عادة داخل المجتمع أو المستشفيات كجزء من تقييم الأزمات وعلاجها وبيئات المرضى الداخليين و/أو فرق الصحة النفسية المجتمعية.

## أدوار ممرضة الصحة العقلية
تعمل ممرضات الصحة العقلية على سد الفجوة بين خدمات الصحة العقلية والممارسة العامة للمرضى الذين يعانون من أمراض نفسية حادة إلى مزمنة. تحول دور ممرضة الصحة العقلية تدريجيًا على مر السنين ليشمل مستوى أكبر من المشاركة في رعاية المرضى، فعلى سبيل المثال: أصبح للممرضات سلطة وصف الأدوية. يمكن تقسيم المسؤوليات الرئيسية لشبكة صحة الأسرة إلى ست فئات واسعة بدرجة معينة من التداخل:
- إدارة الحالة: تتكون من رعاية مخصصة للاحتياجات المحددة للفرد. يتضمن تقديم تدخلات في شكل علاج نفسي أو دعم عائلي، وترتيب خدمات أخرى عند الحاجة وإنشاء شبكات مع وكالات المجتمع والإشراف على التغييرات في الأدوية. تكامل المجتمع والبحث بنشاط عن الأشخاص المتسربين من الخدمات.
- التدخلات النفسية والاجتماعية: يلزم اتباع نهج شامل لرعاية المرضى، والذي يجب من خلاله بناء علاقة مع المرضى لتشجيع الثقة مع الاستماع إلى احتياجاتهم واهتماماتهم وتفسيرها. إذا كان المريض يعاني من مشاكل اجتماعية/مالية، فقد تقدم ممرضة الصحة العقلية المشورة والتدخلات، على سبيل المثال عن طريق ترتيب الأحداث الاجتماعية في المجتمع من أجل تطوير المهارات الاجتماعية للمرضى ومكافحة مشاعر العزلة. قد يعملون أيضًا مع أسر المرضى ومقدمي الرعاية لهم مما يساعد على تثقيفهم حول عبء المرض العقلي.
- الصحة الجسدية: قد يعاني مرضى الأمراض العقلية على المدى الطويل من أمراض القلب والأوعية الدموية/الجهاز التنفسي.[7][8] علاوة على ذلك فإن هؤلاء السكان معرضون بشكل كبير لخطر الإصابة بعدوى مثل فيروس نقص المناعة البشرية والإيدز.[9] ستقوم ممرضة الصحة العقلية بإعداد سجلات المرضى الشاملة والاحتفاظ بها مع إعداد خطط الرعاية وتقييمات المخاطر. يجب عليهم أيضًا مراقبة الوزن وضغط الدم وتوفير التثقيف الصحي والتدخلات في مجالات مثل النظام الغذائي والتدخين والسلوك الجنسي.
- إدارة الأدوية: يجب أن تتضمن ممرضة الصحة العقلية إعطاء الدواء بشكل صحيح، بما في ذلك الحقن ومراقبة نتائج العلاج.[2]
- العمل مع مرضى التشخيص المزدوج، وتعزيز نهج الرعاية القائم على «الشفاء».
- العلاج السلوكي : تقديم العلاج الفردي القائم على الأدلة مثل العلاج السلوكي المعرفي للاكتئاب والقلق والتعاطف مع المرضى المتعثرين وتطبيق تقنيات «تخفيف التوتر» لمساعدة المرضى على إدارة عواطفهم وسلوكهم بشكل أفضل وتشجيع المرضى على المشاركة في الهوايات العلاجية مثل الفن أو الدراما.